# هيلين لويز بولوك
هيلين لويز بولوك (بالإنجليزية: Helen Louise Bullock)‏ هي فاعلة خير أمريكية، ولدت في 29 أبريل 1836، وتوفيت في 1927.